# Untermehnen
Untermehnen ist ein Ort in Nordrhein-Westfalen im Kreis Minden-Lübbecke. Das Dorf gehört administrativ zur Stadt Lübbecke und hat gemäß der Hauptsatzung der Stadt nicht den Status einer Ortschaft, sondern gehört zur Ortschaft Blasheim, teilweise auch zu Obermehnen. Untermehnen hat 104 Einwohner.
Der Ort liegt im Südwesten des Stadtgebietes am Nordhang des Wiehengebirges.
Bis zur Gemeindegebietsreform im Jahre 1983 war Untermehnen eine Bauerschaft und gehörte zur ehemaligen Gemeinde Blasheim und zum Amt Preußisch Oldendorf.

## Sehenswürdigkeiten
Durch das Gebiet der Bauerschaft Untermehnen verlief die einstige Grenze zwischen dem Fürstentum Minden und der Grafschaft Ravensberg. Diese Grenze war später zeitweise eine Außengrenze Preußens. Ein alter Grenzpfahl, der s.g. Preußenpfahl und ein Gedenkstein am Preußeneck erinnern an diesen geschichtlichen Umstand.